# Fernando Altamira
Fernando Altamira Alaníz (Córdoba, 31 de octubre de 1970) es un obispo católico argentino, de posición sedevacantista.

## Biografía
Nació en la ciudad de Córdoba, Argentina el 31 de octubre de 1970. En 1989, comenzó sus estudios de derecho en la Universidad Nacional de Córdoba, graduándose de abogado en 1996 siendo ya seminarista. En 1995 Ingresó al Seminario Nuestra Señora Corredentora de la Fraternidad Sacerdotal San Pío X (FSSPX) y fue ordenado sacerdote el 17 de diciembre de 2000 por Bernard Fellay, que para aquel entonces era superior general de la FSSPX.
Fue designado como ayudante del prior de la ciudad de Mendoza desde comienzos del año 2001, y posteriormente fue designado como prior de esa misma ciudad hasta comienzos del año 2010. En 2010, a partir de marzo, fue designado prior de la FSSPX en Colombia, pero salió en 2014 debido a discrepancias doctrinales con sus superiores.Altamira ingresaría entonces a la Iniciativa San Marcel, más conocida como La Resistencia, una escisión de la FSSPX fundada por el obispo británico Richard Williamson.
Altamira se sumaría entonces a los disidentes que se opondrían al liderazgo de Fellayen favor de Williamson, como el austriaco Martin Fuchs, quien abandonaría la FSSPX e ingresaría a la Resistencia al mismo tiempo que Altamira. No obstante, Altamira terminaría abandonando La Resistencia al adherirse formalmente al sedevacantismo.

Altamira permanecería en Colombia predicando la postura sedecavacantista, declarando en 2019:
Mi intención, como sacerdote católico, es ayudar a toda persona, a todas las almas de buena voluntad, de las cuales muchas de ellas deambulan engañadas en su buena fe, confundidas y traicionadas por la falsa Iglesia Moderna, ovejas sin pastor, a las cuales debemos ayudar y hacer el bien. 
Años más tarde, en octubre de 2023, se anunciaría su consagración episcopal por parte del obispo brasieño Rodrigo da Silva, quien finalmente lo consagró obispo el 7 de enero de 2024 en una ceremonia en Brasil junto con el canadiense Pierre Roy.

## Linaje episcopal
- José VI Manuel II Tomás, patriarca caldeo
- François David, obispo caldeo de Amadiyah
- Antonin Drapier, nuncio apostólico de Indochina
- Pierre Martin Ngô Đình Thục, arzobispo de Huế
- Moisés Carmona
- Mark Pivarunas
- Daniel Dolan
- Rodrigo da Silva
- Fernando Altamira